# Tinejdžerska trudnoća
Tinejdžerska trudnoća, poznata i kao adolescentna trudnoća, je trudnoća kod žena mlađih od 20 godina. Trudnoća može nastupiti spolnim odnosom nakon početka ovulacije, što može biti i prije prve menstruacije, ali obično se javlja nakon početka menstruacije. Kod dobro uhranjenih djevojaka, prva se menstruacija obično javlja oko 12. ili 13. godine života.
Trudne tinejdžerice se suočavaju s mnogim istim problemima vezanim uz trudnoću kao i ostale žene. Za one mlađe od 15 godina tu su i dodatne brige jer je manja vjerojatnost da će biti fizički razvijene za održavanje zdrave trudnoće i/ili rađanje. Za djevojke u dobi od 15 do 19 godina rizici su više povezani sa socio-ekonomskim, nego s biološkim čimbenicima. Rizik niske porođajne težine, prijevremenog poroda, anemije i preeklampsije povezan je s biološkom dobi, jer se opaža kod tinejdžerskih poroda čak i nakon kontrole drugih čimbenika rizika, poput pristupa prenatalnoj skrbi.
Tinejdžerske trudnoće povezane su s brojnim društvenim pitanjima, poput niže razine obrazovanja i siromaštva.
 Tinejdžerska trudnoća u razvijenim zemljama obično se događa izvan braka i često je slijedi društvena stigma. Tinejdžerska trudnoća u zemljama u razvoju često se javlja u braku, a polovica je planirana. Međutim, u tim društvima ranu trudnoću može slijediti pothranjenost i loše zdravstvene usluge pa tako uzrokovati i zdravstvene probleme. Kada se koriste u kombinaciji, obrazovne intervencije i pristup kontracepciji mogu smanjiti neželjene tinejdžerske trudnoće.
U 2015., oko 47 na 1.000 žena imalo je djecu mlađu od 20 godina. Stope su veće u Africi, a niže u Aziji. U zemljama u razvoju, godišnje rađa djecu oko 2,5 milijuna žena mlađih od 16 godina i 16 milijuna žena od 15 do 19 godina. Pritom, još 3,9 milijuna vrši pobačaj. U cijelom svijetu najčešći su uzrok smrti žena od 15 do 19 godina komplikacije povezane s trudnoćom.

## Definicija
Dob majke tinejdžerice određuje se prema lako provjerljivom datumu kada trudnoća prestaje, a ne prema pretpostavljenom datumu oplodnje. Slijedom toga, statistike ne uključuju trudnoće koje su započele s 19 godina, ali su završile na ili nakon 20. rođendana žene. Slično, statistike o bračnom stanju majke određene su temeljem toga je li udana na kraju trudnoće, a ne u vrijeme oplodnje. 

## Posljedice

### Roditelji tinejdžeri
Fond Ujedinjenih naroda za stanovništvo (UNFPA) ukazao je: "Trudnoća među djevojkama mlađim od 18 godina ima nepopravljive posljedice. Krši prava djevojaka, s posljedicama opasnim po život u smislu seksualnog i reproduktivnog zdravlja, te predstavlja visoke razvojne troškove za zajednice, osobito u kontekstu produžavanja ciklusa siromaštva." Posljedice po zdravlje uključuju i to što još nisu fizički spremne za trudnoću i porod, što dovodi do komplikacija i pothranjenosti, budući da većinom dolaze iz kućanstava s nižim prihodima. Rizik od smrti za djevojke mlađe od 15 godina u zemljama s niskim i srednjim prihodom veći je nego za žene u dvadesetima. Tinejdžerska trudnoća također utječe na obrazovanje i prihod djevojčica jer su mnoge prisiljene napustiti školu, što na kraju ugrožava buduće prilike i ekonomske izglede.
Nekoliko je studija ispitivalo socio-ekonomski, medicinski i psihološki utjecaj trudnoće i roditeljstva na tinejdžere. Životni ishodi tinejdžerskih majki i njihove djece različiti su; drugi čimbenici, poput siromaštva ili socijalne podrške, mogu biti važniji od dobi majke pri rođenju. Roditelji tinejdžeri koji se mogu osloniti na potporu obitelji i zajednice, socijalne usluge i podršku za brigu o djeci, vjerojatnije će nastaviti obrazovanje i dobiti bolje plaćene poslove kako napreduju s obrazovanjem.
Biti mlada majka u zemlji prvog svijeta ima velike šanse utjecati na daljnje obrazovanje. Majke tinejdžerice češće će napustiti srednju školu. Jedno je istraživanje iz 2001. godine pokazalo da je, u odnosu na žene koje su prvi put rodile u tridesetima, 10-12% žena koje su rodile tijekom tinejdžerskih godina završilo i 14-29% pohađalo srednjoškolsko obrazovanje. Mlado majčinstvo u razvijenoj zemlji može utjecati na zaposlenost i društvenu klasu. Za trudnice ili majke tinejdžerice postoji sedam puta veća vjerojatnost da počine samoubojstvo od ostalih tinejdžera.
Prema Nacionalnoj kampanji za sprječavanje tinejdžerske trudnoće, gotovo jedna od četiri tinejdžerske majke doživjet će drugu trudnoću u roku od dvije godine od prve trudnoće. Trudnoća i porođaj značajno povećavaju šanse da te majke napuste srednju školu, a čak polovica spadne pod socijalnu skrb. Mnogi roditelji tinejdžeri nemaju intelektualnu ili emocionalnu zrelost koja je potrebna za osiguravanje drugog života. Često su te trudnoće mjesecima skrivene što rezultira nedostatkom odgovarajuće prenatalne njege i opasnim ishodima za bebe. Čimbenici koji određuju koje će majke vjerojatnije imati blisko razmaknute ponovne porode uključuju brak i obrazovanje: vjerojatnost se smanjuje s razinom obrazovanja mlade žene - ili njezinih roditelja - i povećava se ako se uda.
Za adresiranje tinejdžerske trudnoće potreban je holistički pristup. To znači ne usredotočiti se na promjenu ponašanja djevojaka, već na adresiranje temeljnih razloga tinejdžerske trudnoće, poput siromaštva, nejednakosti spolova, društvenih pritisaka i prisile. Ovaj pristup trebao bi uključivati „pružanje cjelovitog zdravstvenog odgoja primjerenog dobi za sve mlade ljude, ulaganje u obrazovanje djevojčica, sprječavanje brakova djece, seksualnog nasilja i prisile, izgradnju rodno ravnopravnih društava osnaživanjem djevojčica i uključivanjem muškaraca i dječaka te osiguravanjem pristupa informacijama o spolnom i reproduktivnom zdravlju, kao i uslugama koje ih dočekuju i olakšavaju njihov izbor”.

### Djeca roditelja tinejdžera
Rano majčinstvo može utjecati na psihosocijalni razvoj djeteta. Djeca tinejdžerskih majki imaju veću vjerojatnost da će se prerano roditi s niskom porođajnom težinom, što ih predisponira za mnoga druga doživotna stanja. Djeca majki tinejdžerki izložena su većem riziku od intelektualnih, jezičnih i socio-emocionalnih zastoja. Poremećaji u razvoju i problemi u ponašanju povećani su kod djece rođene od majki tinejdžerki. Jedno je istraživanje pokazalo da je manje vjerojatno da će adolescentne majke stimulirati svoje dijete kroz ponašanja poput dodira, osmijeha i verbalne komunikacije ili biti osjetljive i prihvaćati njegove potrebe. Drugi je otkrio da je manje vjerojatno da će oni koji su imali veću društvenu podršku pokazivati bijes prema svojoj djeci ili se oslanjati na kaznu u odgoju djece.
Zapažen je i loš akademski uspjeh kod djece majki tinejdžerki, pri čemu mnoga djeca zaostaju po pitanju razrednog stupnja, postižu niže ocjene na standardiziranim testovima i/ili ne završavaju srednju školu. Kćeri rođene od roditelja tinejdžera češće će i same postati majke tinejdžerice. Sinovi rođeni od majki tinejdžerica imaju tri puta veću vjerojatnost da će izdržati zatvorsku kaznu.

### Zdravstvena perspektiva
Majčino i prenatalno zdravlje posebno zabrinjava kod tinejdžera koji su trudni ili su postali roditelji. U svijetu je učestalost prijevremenog poroda i niske porođajne težine veća među majkama tinejdžericama.
Istraživanja pokazuju da je manje vjerojatno da će trudne tinejdžerice dobiti prenatalnu skrb - često je traže u trećem tromjesečju, ako je uopće traže. Institut Guttmacher izvjestio je da jedna trećina trudnih tinejdžerki dobiva nedovoljnu prenatalnu skrb i da će njihova djeca imati veće zdravstvene probleme u djetinjstvu ili biti hospitalizirana od one koju su rodile starije žene.
U SAD-u, tinejdžerke Latinoamerikanke koje zatrudne suočavaju se s preprekama za dobivanje zdravstvene zaštite jer su najmanje osigurana skupina u zemlji.
Mlade majke kojima se pruža kvalitetna trudnička skrb imaju znatno zdravije bebe od onih koje nemaju tu skrb. Čini se da su mnogi zdravstveni problemi povezani s majkama tinejdžerkama posljedica nedostatka pristupa odgovarajućoj zdravstvenoj skrbi.
Mnogi trudni tinejdžeri izloženi su riziku od nedostatka nutritivno kvalitetne prehrane zbog loših prehrambenih navika uobičajenih u adolescenciji, uključujući pokušaje gubitka kilograma dijetom, preskakanje obroka, fadizam u prehrani, "grickanje" i konzumaciju brze hrane.
Neadekvatna prehrana tijekom trudnoće još je izraženiji problem među tinejdžerima u zemljama u razvoju. Komplikacije trudnoće rezultiraju smrću oko 70.000 tinejdžerki u zemljama u razvoju svake godine. Mlade majke i njihove bebe također su pod većim rizikom od zaraze HIV-om. Svjetska zdravstvena organizacija procjenjuje da je rizik od smrti nakon trudnoće dvostruko veći za djevojke u dobi od 15 do 19 godina nego za žene u dobi od 20 do 24 godine. Stopa smrtnosti majki može biti i do pet puta veća za djevojčice u dobi od 10 do 14 godina nego za žene u dobi od 20 do 24 godine. Ilegalni pobačaj također nosi mnoge rizike za tinejdžerke u područjima poput podsaharske Afrike.
Rizik od medicinskih komplikacija veći je za djevojčice mlađe od 15 godina, jer nerazvijena zdjelica može dovesti do poteškoća pri porodu. Ometani porođaj obično se rješava carskim rezom u razvijenim zemljama; međutim, u regijama u razvoju gdje medicinske usluge mogu biti nedostupne, to može dovesti do eklampsije, akušerske fistule, smrtnosti dojenčadi ili majčinske smrti. Za majke starije od petnaest godina, dob sama po sebi nije faktor rizika, a loši ishodi više su povezani sa socio-ekonomskim čimbenicima nego s biologijom.

### Ekonomska perspektiva
Oportunitetni troškovi za cijeli život uzrokovani tinejdžerskom trudnoćom u različitim zemljama variraju od 1% do 30% godišnjeg BDP-a (30% je brojka u Ugandi). U SAD-u, tinejdžerska trudnoća porezne obveznike košta između 9,4 i 28 milijardi dolara svake godine, zbog faktora kao što su udomiteljstvo i izgubljeni prihodi od poreza. Procijenjeni rast ekonomske produktivnosti od prekida tinejdžerske trudnoće u Brazilu i Indiji iznosio bi preko 3,5 milijardi dolara, odnosno 7,7 milijardi dolara.
Manje od jedne trećine majki tinejdžerica je uzdržavana, što uvelike povećava vjerojatnost da će se obratiti vladi za pomoć. Korelacija između ranijeg rađanja djeteta i neuspjeha završetka srednje škole mnogim mladim ženama smanjuje mogućnosti za karijeru. Jedno je istraživanje pokazalo da je 1988. godine 60% majki tinejdžerki osiromašilo u vrijeme poroda. Dodatna istraživanja pokazala su da je gotovo 50% svih majki tinejdžerica zatražilo socijalnu pomoć u prvih pet godina života svog djeteta. Studija provedena na 100 majki tinejdžerki u Velikoj Britaniji pokazala je da je samo 11% primalo plaću, dok je preostalih 89% nezaposleno. Većina britanskih majki tinejdžerica živi u siromaštvu, s gotovo polovicom u donjoj petini raspodjele prihoda.

## Faktori rizika

### Kultura
Stope tinejdžerskih trudnoća veće su u društvima u kojima je tradicionalno da se djevojke udaju mlade i gdje ih se potiče da rađaju djecu čim budu u mogućnosti. Na primjer, u nekim podsaharskim afričkim zemljama rana trudnoća često se smatra blagoslovom jer je to dokaz plodnosti mlade žene. Zemlje u kojima su tinejdžerski brakovi uobičajeni imaju veći broj tinejdžerskih trudnoća. Na indijskom potkontinentu, rani brak i trudnoća češći su u tradicionalnim ruralnim zajednicama nego u gradovima. Mnogi tinejdžeri nisu educirani o metodama kontracepcije i kako se nositi s vršnjacima koji ih prisiljavaju na spolni odnos prije nego što su spremni. Mnogi trudni tinejdžeri nemaju spoznaje o središnjim činjenicama vezanim uz seksualnost.
Ekonomski poticaji također utječu na odluku o rođenju djece. U društvima u kojima se djeca zapošljavaju u ranoj dobi, ekonomski je privlačno imati mnogo djece.
U društvima u kojima je tinejdžerski brak rjeđi, kao što su mnoge razvijene zemlje, rana dob prvog snošaja i nedostatak uporabe metoda kontracepcije (ili njihova nedosljedna i/ili pogrešna upotreba; uporaba metode s velikom stopom neuspjeha također je problem) mogu biti čimbenici u tinejdžerskoj trudnoći. Čini se da je većina tinejdžerskih trudnoća u razvijenom svijetu neplanirana.  Mnoge zapadne zemlje uvele su programe zdravstvenog odgoja čiji je glavni cilj smanjenje neplaniranih trudnoća i spolno prenosivih bolesti. Zemlje s manjim brojem tinejdžerki koje rađaju prihvaćaju seksualne odnose među tinejdžerima i pružaju sveobuhvatne i uravnotežene informacije o seksualnosti.
Tinejdžerske trudnoće uobičajene su među Romima jer se ranije udaju.

### Obiteljsko okruženje
Tinejdžerska trudnoća i majčinstvo mogu utjecati na mlađu braću i sestre. Jedno je istraživanje pokazalo da su mlađe sestre tinejdžerskih majki rjeđe naglašavale važnost obrazovanja i zaposlenja te su vjerojatnije prihvaćale ljudsko spolno ponašanje, roditeljstvo i brak u mlađoj dobi. Utvrđeno je da su i mlađa braća tolerantnija prema vanbračnim i ranim porodima, osim što su podložnija visokorizičnom ponašanju. Ako mlađe sestre roditelja tinejdžera čuvaju djecu, veća je vjerojatnost da će i same zatrudnjeti. Kad starija kći dobije dijete, roditelji često postaju sve prihvatljiviji kako vrijeme prolazi. Studija iz Norveške 2011. pokazala je da je vjerojatnost da će mlađa sestra imati tinejdžersku trudnoću porasla s 1: 5 na 2: 5 ako je starija sestra imala dijete kao tinejdžerka.

### Uloga upotrebe droga i alkohola
Droge i alkohol koji smanjuju inhibiciju mogu potaknuti neželjenu spolnu aktivnost. Ako je tako, nije poznato utječu li sami lijekovi na tinejdžere da se upuste u rizičnije ponašanje ili je veća vjerojatnost da će tinejdžeri koji se drogiraju ući u spolne odnose. Korelacija ne podrazumijeva uzročnost. Droge s najjačim dokazima povezanosti s tinejdžerskom trudnoćom su alkohol, kanabis, ecstasy i drugi supstituirani amfetamini. Lijekovi s najmanje dokaza koji podupiru vezu s ranom trudnoćom su opioidi, poput heroina, morfija i oksikodona, čiji je poznati učinak značajno smanjenje libida - čini se da su tinejdžerski korisnici opioida značajno smanjili stopu začeću u usporedbi s njihovom neupotrebom te u usporedbi s vršnjacima koji koriste alkohol, ecstasy, kanabis i amfetamin.

### Rani pubertet
Djevojke koje rano sazriju (prijevremeni pubertet) češće će stupiti u spolne odnose u mlađoj dobi, što ih dovodi u veći rizik od tinejdžerske trudnoće.

### Kontracepcija
Adolescentima može nedostajati znanje ili pristup konvencionalnim metodama sprječavanja trudnoće, jer mogu biti previše posramljeni ili uplašeni da traže takve informacije. Godine 1998. britanska vlada postavila je cilj da do 2010. prepolovi stopu trudnoće ispod 18 godina. Kako bi se to postiglo, uspostavljena je Strategija tinejdžerske trudnoće (TPS). Stopa trudnoće u ovoj skupini, iako pada, blago je porasla u 2007. godini, na 41,7 na 1000 žena. Mlade žene često razmišljaju o kontracepciji ili kao o "piluli" ili o kondomima te slabo poznaju druge metode. Na njih jvrše velik utjecaj negativne ili priče iz druge ruke o metodama kontracepcije njihovih prijatelja i medija. Predrasude je iznimno teško prevladati. Prekomjerna zabrinutost zbog nuspojava, na primjer debljanja i akni, često utječe na izbor. Propuštanje do tri tablete mjesečno uobičajeno je, a u ovoj dobnoj skupini ta će brojka vjerojatno biti veća. Ponovna konzumacija nakon tjedna bez tableta, skrivanje pilula, interakcije s drogama i poteškoće pri ponovnom izdavanju recepata mogu dovesti do neuspjeha metode.
U SAD-u, prema Nacionalnom istraživanju rasta obitelji iz 2002., za seksualno aktivne adolescentne žene koje žele izbjeći trudnoću manje je izgledno da koriste kontracepciju od starijih žena (18% od 15-19-godišnjaka nije koristilo kontracepciju, u usporedbi s 10,7% žena u dobi od 15 do 44 godine). Više od 80% tinejdžerskih trudnoća je nenamjerno. Više od polovice neželjenih trudnoća bilo je kod žena koje nisu koristile kontracepciju, većina ostatka je posljedica nedosljedne ili nepravilne uporabe.
Nacionalno longitudinalno istraživanje zdravlja adolescenata ispitalo je 1995. godine 1027 učenika u SAD-u u razredima od 7 do 12 kako bi usporedilo upotrebu kontracepcije među bijelcima, crncima i Latinoamerikancima. Rezultati su pokazali da je 36,2% Latinoamerikanaca reklo da nikada nisu koristili kontracepciju tijekom spolnog odnosa, što je visoka stopa u usporedbi s 23,3% crnih tinejdžera i 17,0% bijelih tinejdžera.
U studiji iz 2012. ispitano je više od 1.000 žena kako bi se otkrili čimbenici koji pridonose nekorištenju kontracepcije. Od ispitanih, gotovo polovica je bila uključena u nezaštićeni spolni odnos u prethodna tri mjeseca. Ove su žene navele tri glavna razloga zbog kojih ne koriste kontracepciju: poteškoće s pristupom kontracepciji (najčešći razlog), nedostatak namjere za spolnim odnosima i zabluda da "nisu mogle zatrudnjeti".
U studiji za Institut Guttmacher, istraživači su otkrili da su stope tinejdžerske trudnoće u SAD-u manje nijansirane nego što se moglo pretpostaviti. "Budući da su vrijeme i razine seksualne aktivnosti prilično slični u [Švedskoj, Francuskoj, Kanadi, Velikoj Britaniji i SAD-u], visoke stope u SAD-u nastaju prvenstveno zbog manje korištenja, a vjerojatno i korištenja manje učinkovite, kontracepcije od strane seksualno aktivnih tinejdžera." Stoga se uzrok raskoraka između bogatih nacija može u velikoj mjeri tražiti u pitanjima koja se temelje na kontracepciji.
Među tinejdžerima u Velikoj Britaniji koji traže pobačaj, studija je pokazala da je stopa korištenja kontracepcije približno ista za tinejdžere kao i za starije žene.
U drugim slučajevima koristi se kontracepcija, ali se pokazuje neadekvatnom. Neiskusni adolescenti mogu pogrešno koristiti prezervative, zaboraviti uzeti oralnu kontracepciju ili ne koristiti kontracepciju koju su prethodno odabrali. Stope neuspjeha kontracepcije veće su za tinejdžere, osobito siromašne, nego za starije korisnike. Kontraceptivi dugog djelovanja, poput intrauterinih naprava, potkožnih kontracepcijskih implantata i kontracepcijskih injekcija (kao što je Depo-Provera i kombinirana injekcijska kontracepcija), koji sprječavaju trudnoću mjesecima ili godinama, učinkovitiji su kod žena koje se teže sjete uzeti tabletu ili dosljedno koriste barijerne metode.

### Seksualno zlostavljanje
Studije iz Južne Afrike pokazale su da je 11–20% trudnoća u tinejdžera izravna posljedica silovanja, dok je oko 60% majki tinejdžerki imalo neželjena seksualna iskustva prije trudnoće. Prije 15. godine većina ženskih iskustava u prvom snošaju nije dobrovoljna; Institut Guttmacher otkrio je da su 60% djevojčica koje su imale spolne odnose prije 15. godine bile prisiljene od muškaraca koji su u prosjeku bili šest godina stariji. Svaki peti otac tinejdžer priznao je da je prisilio djevojku na spolni odnos.
Više studija pokazalo je snažnu vezu između seksualnog zlostavljanja u ranom djetinjstvu i kasnije tinejdžerske trudnoće u industrijaliziranim zemljama. Do 70% žena koje su rodile u tinejdžerskim godinama bile su zlostavljane kao mlade djevojke; nasuprot tome, zlostavljano je 25% žena koje nisu rodile u tinejdžerskoj dobi.
U nekim se zemljama spolni odnos između maloljetnika i odrasle osobe prema zakonu ne smatra sporazumnim jer se vjeruje da maloljetniku nedostaje zrelost i kompetencija za donošenje informirane odluke o spolnom odnosu s punoljetnom osobom. U tim se zemljama spolni odnos s malodobnom osobom smatra zakonskim silovanjem. Nasuprot tome, u većini europskih zemalja, nakon što je adolescent navršio dob pristanka, on ili ona mogu legalno imati seksualne odnose s odraslima jer se općenito smatra da (iako se mogu primijeniti određena ograničenja) dosezanje dobi pristanka maloljetniku omogućuje da pristane na spolni odnos s bilo kojim partnerom koji je također navršio tu dob. Stoga je definicija zakonskog silovanja ograničena na spolni odnos s osobom mlađom od dobi pristanka. Ono što predstavlja zakonsko silovanje na kraju ovisi o zakonodavnom okviru određene zemlje. 

### Nasilje u vezama
Studije su pokazale da su adolescentice u vrijeme začeća često u nasilnim odnosima. Također su izvijestili da je saznanje o njihovoj trudnoći često pojačalo nasilno i kontrolirajuće ponašanje njihovih partnera. Dva puta je vjerojatnije da će djevojke ispod 18 godina biti žrtve fizičkog nasilja od strane oca djeteta, u odnosu na majke iznad 18 godina starosti. Britansko istraživanje pokazalo je da je 70% žena koje su rodile u tinejdžerskim godinama doživjelo adolescentsko nasilje u obitelji. Slični su rezultati pronađeni u studijama u SAD-u. Studija države Washington pokazala je da je 70% majki tinejdžerica njihov partner pretukao, dok ih je 51% doživjelo pokušaj sabotiranja korištenja kontracepcije
U istraživanju provedenom na 379 majki tinejdžerki i 95 tinejdžerki bez djece, 62% njih u dobi od 11 do 15 godina i 56% njih u dobi od 16 do 19 godina prijavilo je nasilje od strane svojih partnera. Nadalje, 51% djevojčica izvijestilo je da je od strane partnera doživjelo barem jedan pokušaj sabotiranja njihovog napora da koriste kontracepciju.

### Socio-ekonomski faktori
Unutar područja istraživanja i među relevantnim društvenim akterima, tinejdžerska trudnoća je dominantno prepoznata kao društveni problem. S povećanom stopom tinejdžerske trudnoće povezano je siromaštvo. Ekonomski siromašne zemlje poput Nigera i Bangladeša imaju daleko više majki tinejdžerki u usporedbi s ekonomski bogatim zemljama poput Švicarske i Japana.
U Velikoj Britaniji, oko polovice svih trudnoća mlađih od 18 godina koncentrirano je među 30% najugroženije populacije, a samo 14% javlja se među 30% najmanje depriviranih. Na primjer, u Italiji je stopa nataliteta među tinejdžerskom populacijom u dobrostojećim središnjim regijama samo 3,3 na 1.000, dok je u siromašnijem Mezzogiornu 10,0 na 1000. Slično, u SAD -u je sociolog Mike A. Males primijetio da je stopa nataliteta među tinejdžerskom populacijom pomno prati stope siromaštva u Kaliforniji. Tinejdžerska trudnoća koštala je SAD preko 9,1 milijardu dolara 2004. godine, uključujući 1,9 milijardi dolara za zdravstvenu zaštitu, 2,3 milijarde dolara za dobrobit djece, 2,1 milijardu dolara za kažnjavanje zatvorom i 2,9 milijardi dolara zbog nižeg poreznog prihoda.
Postoji malo dokaza koji podupiru uvriježeno mišljenje da tinejdžerske majke zatrudne kako bi dobile beneficije, socijalnu skrb i stambeno zbrinjavanje. Većina je znala o stanovanju ili financijskoj pomoći prije nego što je zatrudnjela, a ono što su mislili da znaju često se pokazalo pogrešnim.

### Okruženje tijekom odrastanja
Djevojke izložene zlostavljanju, obiteljskom nasilju i obiteljskim svađama u djetinjstvu, vjerojatnije će zatrudnjeti kao tinejdžerke, a rizik od trudnoće u tinejdžerskoj dobi povećava se s brojem negativnih iskustava u djetinjstvu. Prema studiji iz 2004., jedna trećina tinejdžerskih trudnoća mogla se spriječiti uklanjanjem izloženosti zlostavljanju, nasilju i obiteljskim svađama. Znanstvenici napominju da "obiteljska disfunkcija ima trajne i nepovoljne zdravstvene posljedice po žene tijekom adolescencije, reproduktivne godine i nakon nje". Kada obiteljsko okruženje ne uključuje štetna iskustva iz djetinjstva, čini se da tinejdžerska trudnoća ne povećava vjerojatnost dugoročnih, negativnih psihosocijalnih posljedica. Studije su također pokazale da je kod dječaka koji su odrasli u kućama s pretučenom majkom ili koji su izravno doživjeli fizičko nasilje znatno veća vjerojatnost da će oploditi djevojčicu.
Dokazano je i da su djevojke čiji su očevi napustili obitelj rano u životu imale najveću stopu rane seksualne aktivnosti i tinejdžerske trudnoće. Djevojke čiji su ih očevi napustili u kasnijoj dobi imale su nižu stopu rane seksualne aktivnosti, a najniže stope nalaze se u djevojčica čiji su očevi bili prisutni tijekom cijelog djetinjstva. Čak i kad su istraživači uzeli u obzir druge čimbenike koji su mogli pridonijeti ranoj spolnoj aktivnosti i trudnoći, poput problema u ponašanju i životnih nedaća, za djevojčice koje otac napustio rano bilo je pet puta vjerojatnije u SAD-u i tri puta vjerojatnije na Novom Zelandu da će zatrudnjeti kao tinejdžerke nego što je to bio slučaj kod djevojki koje su imale prisutnog oca.
Niska obrazovna očekivanja također su označena kao faktor rizika. Vjerojatnije je da će djevojčica postati roditelj tinejdžer ako je njezina majka ili starija sestra rodila u tinejdžerskim godinama. Pojava adolescentne trudnoće pripisuje se i prekidu komunikacije između roditelja i djeteta, kao i neadekvatnom roditeljskom nadzoru.
Djevojke u sustavu udomiteljstva češće od svojih vršnjakinja zatrudne kao tinejdžerice. National Casey Alumni Study, koja je ispitala alumnije iz sustava udomiteljstva iz 23 zajednice diljem SAD-a, otkrila je da je natalitet djevojaka u udomiteljstvu više nego dvostruko veći od njihovih vršnjakinja izvan sustava udomiteljstva. Studija Sveučilišta Chicago o tranziciji mladih iz sustava udomiteljstva u Illinoisu, Iowi i Wisconsinu otkrila je da je gotovo polovica žena bila trudna do 19. godine. Odjel za socijalne usluge u Utahu otkrio je da su djevojke koje su napustile sustav udomiteljstva između 1999. i 2004. godine imale natalitet gotovo tri puta veći od djevojaka u općoj populaciji.

### Utjecaj medija
Studija provedena 2006. pokazala je da je za tinejdežere izloženije seksualnosti u medijima veća vjerojatnost da će se i sami uključiti u seksualnu aktivnost.

## Prevencija
Opsežno seksualno obrazovanje i pristup kontracepciji imaju utjecaj na neplaniranu tinejdžersku trudnoću. Nije jasno koja je vrsta intervencije najučinkovitija.
U SAD-u je slobodan pristup dugotrajnom obliku reverzibilnih metoda kontracepcije, zajedno s obrazovanjem, smanjio stope tinejdžerskih trudnoća za oko 80% i stopu pobačaja za više od 75%.

### Obrazovanje
Nizozemski pristup sprječavanju tinejdžerskih trudnoća mnoge zemlje gledaju kao model. Kurikulum je fokusiran na vrijednosti, ponašanja, komunikaciju i pregovaračke vještine, kao i biološke aspekte reprodukcije. Mediji potiču otvoreni dijalog, a zdravstveni sustav garantira povjerljivost i neosuđujući pristup.

### Pristup temeljen na apstinenciji
Neke škole provode zdravstveni odgoj koji potiče isključivo apstinenciju. Dokazi ne podržavaju učinkovitost ovakvog pristupa. Utvrđeno je da je neučinkovit u smanjenju rizika od HIV-a u razvijenom svijetu i ne smanjuje stope neplanirane trudnoće u usporedbi sa sveobuhvatnim zdravstvenim odgojem. Također, ne smanjuje stopu seksualne aktivnosti učenika u usporedbi s učenicima koji pohađaju sveobuhvatne sate zdravstvenog odgoja.

### Javne politike

#### SAD
U SAD-u, Zakon o osobnoj odgovornosti i radnim mogućnostima iz 1996. sadržavao je cilj smanjenja broja mladih samohranih crnih i latinoameričkih majki na socijalnoj skrbi, što je postalo temelj za prevenciju tinejdžerske trudnoće u SAD-u i osnivanje Nacionalne kampanje za sprječavanje tinejdžerske trudnoće, poznate pod nazivom Power to Decide.
Title X Zakona o uslugama planiranja obitelji i istraživanje stanovništva (1970.) je inicijaitva za poticanje upotrebe kontracepcije. Njome se osiguravaju usluge planiranja obitelji onima koji nisu kvalificirani za Medicaid raspodjelom "financiranja mreži javnih, privatnih i neprofitnih tijela [za pružanje] usluga na kliznoj ljestvici na temelju prihoda". Studije pokazuju da je, na međunarodnoj razini, uspjeh u smanjenju stopa trudnoće među tinejdžerima izravno povezan s vrstom pristupa kakav koristi Title X: „Ono što se čini ključnim za uspjeh je da adolescenti znaju gdje mogu otići po informacije i usluge, da mogu tamo doći lako i sigurni su da će dobiti povjerljivu, neosuđivanu skrb te da su te usluge i zalihe kontracepcije besplatne ili koštaju vrlo malo.” U adresiranju visoke stope neplaniranih tinejdžerskih trudnoća, znanstvenici se slažu da se s problemom potrebno suočiti i iz biološkog i iz kulturnog konteksta.

#### Zemlje u razvoju
U zemljama u razvoju programi reproduktivnog zdravlja namijenjeni tinejdžerima često su malih razmjera i nisu centralno koordinirani, iako neke zemlje poput Šri Lanke imaju sustavni okvir javnih politika za poučavanje o seksu u školama. Nevladine agencije poput Međunarodne federacije za planirano roditeljstvo i Marie Stopes International pružaju savjete o kontracepciji za mlade žene diljem svijeta. Zakoni protiv brakova djece smanjili su, ali nisu ukinuli tu praksu. Poboljšana ženska pismenost i izgledi za obrazovanje doveli su do povećanja dobi pri prvom porodu u područjima kao što su Iran, Indonezija i indijska država Kerala.

### Ostalo
Tim istraživača i pedagoga u Kaliforniji objavio je popis "najboljih praksi" u sprječavanju tinejdžerske trudnoće, koji uključuje, osim prethodno spomenutih koncepata, rad na "ulijevanju vjere u uspješnu budućnost", uključivanje muškaraca u proces prevencije i osmišljavanje intervencija koje su kulturno relevantne.

## Prevalencija
U izvještajima o stopama tinejdžerske trudnoće općenito se koristi broj trudnoća na 1.000 žena koje su završile trudnoću u dobi od 15 do 19 godina.
U svijetu se stope tinejdžerske trudnoće kreću od 143 na 1.000 u nekim podsaharskim afričkim zemljama do 2,9 na 1.000 u Južnoj Koreji. U SAD-u je 82% trudnoća u dobi između 15 i 19 godina neplanirano. Prema UNFPA, „U svim regijama svijeta, uključujući zemlje s visokim prihodima, djevojke koje su siromašne, slabo obrazovane ili žive u ruralnim područjima izložene su većem riziku od trudnoće nego one bogatije, dobro obrazovane ili urbane. To vrijedi i na globalnoj razini: 95% svjetskih poroda adolescenata (u dobi od 15-19 godina) događa se u zemljama u razvoju. Svake godine oko 3 milijuna djevojčica u ovoj dobnoj skupini pribjegava nesigurnim pobačajima, riskirajući svoje živote i zdravlje.”
Prema istraživanju UNICEF-a iz 2001. godine, u 10 od 12 razvijenih zemalja s dostupnim podacima, više od dvije trećine mladih imalo je spolne odnose još u tinejdžerskim godinama. U Danskoj, Finskoj, Njemačkoj, Islandu, Norveškoj, Velikoj Britaniji i SAD-u taj udio iznosi preko 80%. U Australiji, Velikoj Britaniji i SAD-u spolni odnos imalo je približno 25% 15-godišnjaka i 50% 17-godišnjaka. Prema Enciklopediji za žensko zdravlje, objavljenoj 2004. godine, u svijetu godišnje oko 15 milijuna djevojčica mlađih od 20 godina dobije dijete. Procjene su bile da je 20–60% ovih trudnoća u zemljama u razvoju pogrešno ili neželjeno.
Organizacija Save the Children otkrila je da godišnje diljem svijeta 13 milijuna djece rode žene mlađe od 20 godina, od čega više od 90% u zemljama u razvoju. Komplikacije trudnoće i poroda vodeći su uzrok smrtnosti žena u dobi od 15-19 godina u takvim područjima.

## Tinejdžersko očinstvo
U nekim slučajevima, otac djeteta je suprug tinejdžerice. Začeće se može dogoditi u braku ili sama trudnoća može ubrzati stupanje brak. 
U zemljama poput SAD-a i Irske, većina majki tinejdžerica nije udana za oca svoje djece. U Velikoj Britaniji polovica svih tinejdžera s djecom samohrani su roditelji, 40% živi zajedno kao par, a 10% je u braku. Roditelji tinejdžeri često su u romantičnoj vezi u vrijeme rođenja, ali mnogi očevi adolescenti ne ostaju s majkom i to često narušava njihov odnos s djetetom. Američka istraživanja obično podcjenjuju prevalenciju tinejdžerskog očinstva. U mnogim slučajevima "otac tinejdžer" može biti pogrešan naziv. Studije Referentnog ureda za stanovništvo i Nacionalnog centra za zdravstvenu statistiku otkrile su da je oko dvije trećine poroda tinejdžerki u SAD-u povezano s odraslim muškarcima starijima od 20 godina. Institut Guttmacher izvještava da je više od 40% majki u dobi od 15 do 17 godina imalo seksualne partnere tri do pet godina starije, a gotovo jedna od pet partnera šest ili više godina starijeg. Studija o porodu tinejdžerica iz Kalifornije iz 1990. godine izvijestila je da što je majka mlađa, veća je razlika u godinama s njenim muškim partnerom. U Velikoj Britaniji, kod 72% zajednički registriranih poroda žena mlađih od 20 godina, otac je stariji od 20 godina, a gotovo 1 od 4 ima više od 25 godina.